# Epte
Die Epte ist ein rechter Nebenfluss des Seine im Norden Frankreichs.

## Flusslauf
Die Epte fließt in den Regionen Normandie, Hauts-de-France und Île-de-France. Sie entspringt in der Landschaft Pays du Bray an der Gemeindegrenze von Le Thil-Riberpré und Compainville und entwässert generell in südlicher Richtung. Ihr Hauptarm mündet nach rund 113 Kilometern bei der Stadt Vernon, etwa auf halber Strecke zwischen Paris und Rouen, in die Seine. Die Mündung befindet sich an der Gemeindegrenze von Giverny und Limetz-Villez.
Auf einer Länge von etwa 20 Kilometern bildet die Epte im Unterlauf die westliche Grenze des Regionalen Naturparks Vexin français.

## Durchquerte Départements
in der Region Normandie
- Seine-Maritime
- Eure

in der Region Hauts-de-France
- Oise

in der Region Île-de-France
- Val-d’Oise
- Yvelines

## Orte am Fluss
(Reihenfolge in Fließrichtung)
- Forges-les-Eaux
- Gournay-en-Bray
- Saint-Pierre-es-Champs
- Talmontiers
- Sérifontaine
- Gisors
- Saint-Clair-sur-Epte
- Bray-et-Lû
- Fourges
- Gasny
- Gommecourt
- Giverny

## Geschichte
Im Jahr 911 wurde an diesem Fluss durch den Vertrag von Saint-Clair-sur-Epte die Normandie gegründet, der Fluss Epte selbst als Grenze zwischen der Normandie und der Île-de-France definiert.

## Sehenswürdigkeiten
- Der Seerosenteich von Claude Monet in Giverny: Die Epte fließt durch den Ort Giverny, in dem Claude Monet mehr als 40 Jahre in ihrer Nähe lebte. In seinen Garten baute er mit Hilfe einer Abzweigung der Epte den Wassergarten mit dem berühmten Seerosenteich und der japanischen Brücke, die beide vielfach Motive für seine Seerosenbilder lieferten. Der Fluss selbst erscheint auch auf mehreren seiner Werke, darunter dem Bild Peupliers au bord de l'Epte.

## Bilder

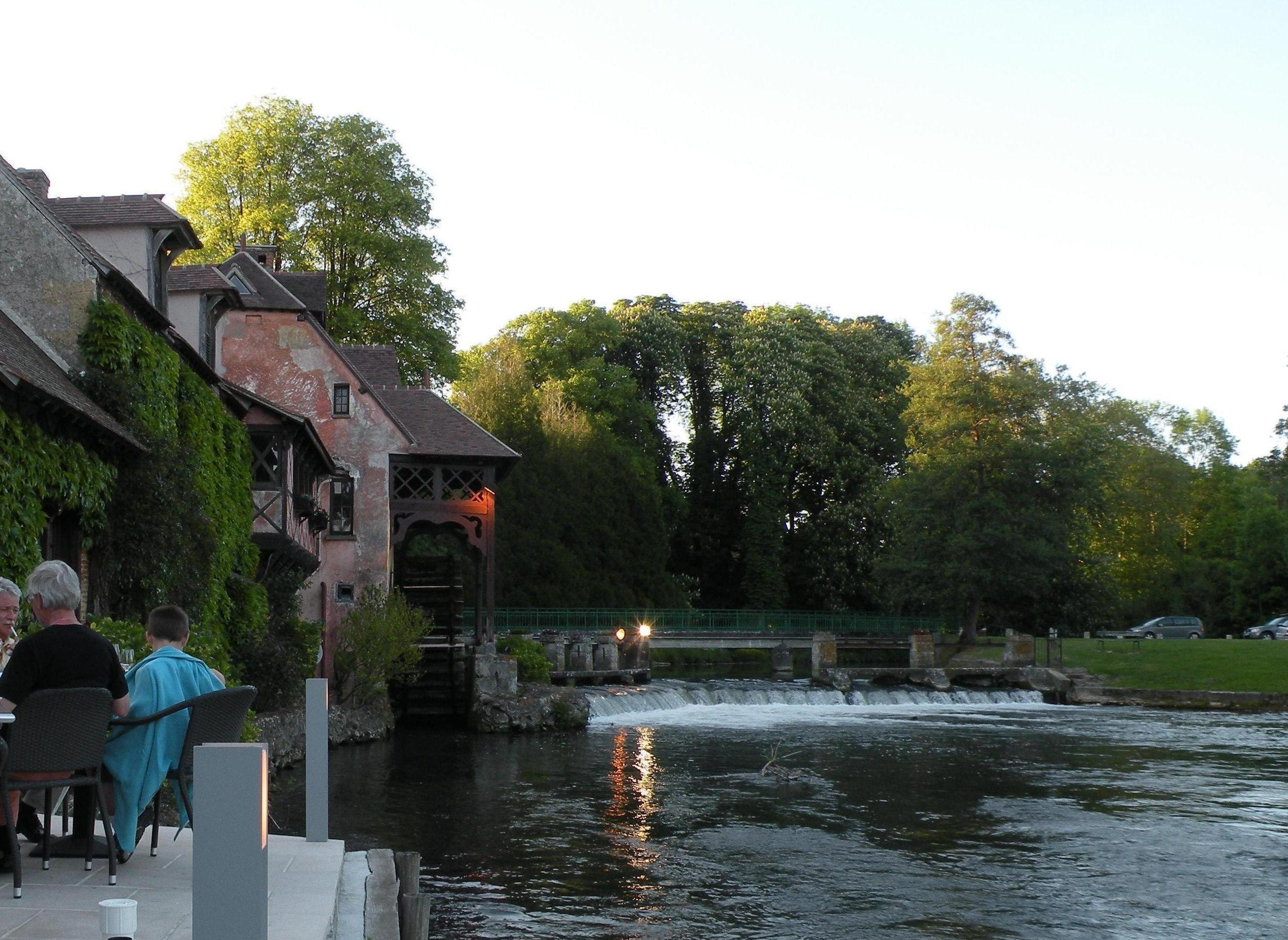
Wassermühle bei Fourges